# 打馬

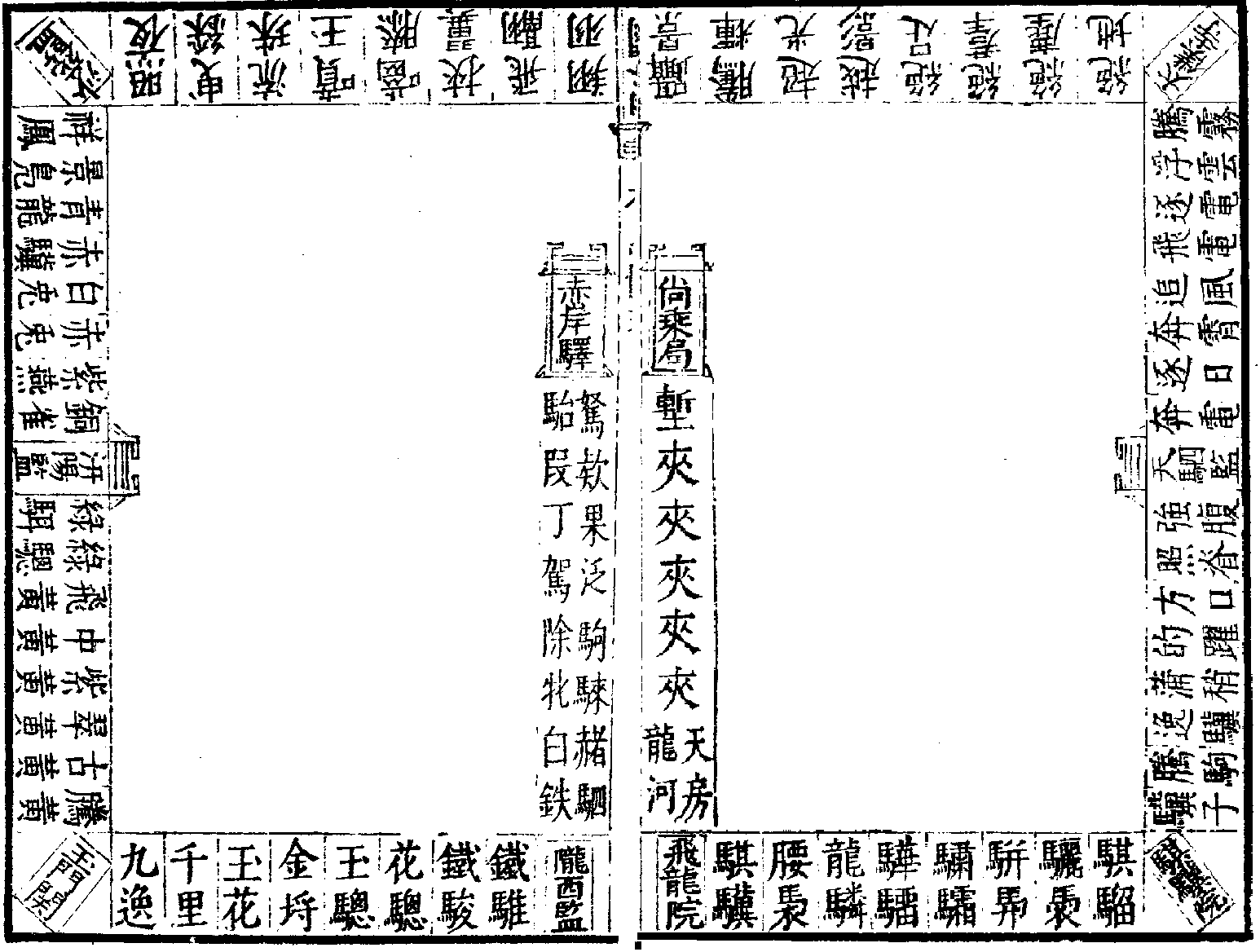
收錄於《夷門廣牘》版本的打馬圖

打馬，為中國宋代至明代期間流行的擲賽遊戲。

## 歷史
打馬出現於宋代，由樗蒲演變，遊戲方式是擲采行棋，移動代表馬的棋子，以到終點為勝，常作為賭博用。在當時至少有四種玩法，有關西馬、依經馬、宣和馬、另一種有五十马棋子的名字則失傳。北宋宣和年間，有人將這每人一枚將、十枚馬棋子的關西馬與每人二十枚馬棋子的依經馬綜合，創作出每人二十枚棋的宣和馬。
宋朝女詞人李清照喜歡依經馬。紹興四年(1134年)時，她因靖康之變後顛波流離，為抒發鬱悶與回憶快樂的過往，就紀錄依經馬規則，又增添讚美的詞句，以讓遊戲更具風雅，寫成《打马图经》一書。除《打馬圖經》規則外，宋朝其餘三種如今已失傳。
明朝依舊流傳打馬，但與宋朝時玩法並不同。蘇州地區也有人玩《打馬圖經》的打馬。謝肇淛認為李清照紀錄、修飾的依經馬，較其他局戲風雅，樂意教其他人玩，但批評賭博有些花钱。錯把李清照的依經馬當成宣和馬的文翔凤，認為棋子常放剛上棋盤又立即打下，難以遊戲，自己又創造朝京马，收錄於陶珽的《說郛續》。
清朝初期，周亮工的友人在福建重印《打马图经》。當時安徽一帶，依然有人玩，但北方已無人知曉。

## 《打馬圖經》規則
《打马图经》有明朝周履靖编《夷門廣牘》本、清朝文渊阁《四库全书》《说郛》本、伍崇曜編《粤雅堂丛书》本等。以《夷門廣牘》規則最細，後兩版本在規則有所遺漏，《四库全书》本在打马图棋盤中間增加中國象棋棋盤、《粤雅堂丛书》本則無棋盤。朱南铣有指出《说郛》本有錯誤
。

### 博具

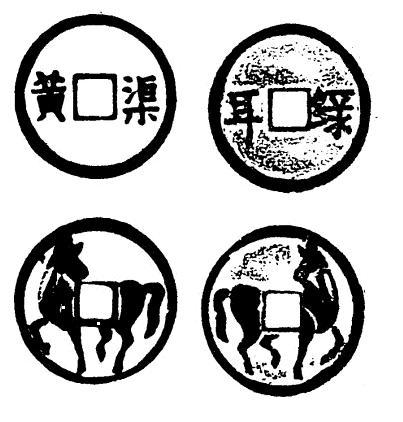
打馬所用的打馬錢

- 棋盤為長條型，有九十一個棋格，每格能放多枚棋子。
  - 起點與終點分別寫赤岸驛、尚乘局，中途每隔八格分別稱寫隴西監、玉門關、汧陽監、沙苑監、函谷關、太僕寺、天駟監、騏驛院、飛龍院，這些十一個棋格稱為窩。終點倒數第二格稱為塹、倒數第三到七格稱為夾。其餘格各寫名駒名字。
- 每方二十枚棋子，為可堆疊的扁圓狀。一般有圖有文，正面畫馬、反面寫兩字或四字馬名，稱為打馬錢、打馬格錢、將馬錢、馬錢，為花錢的一種。
- 三顆六面骰。[17][7][19]

### 博
三枚骰子可組成五十六種采，打馬遊戲依擲出時獲得的賞罰分為賞采、罰采、散采三類。除罰采外，采數等於三顆骰子總合數。此外，有三或兩顆同點的采又叫夾采。

#### 賞采
賞采有十一種，其中「碧油」、「桃花重五」、「堂印」、「拍板兒」、「滿盆星」這五種三顆同點的賞采，又稱為渾花貴采。「堂印」為最高采，為契丹語數字四的音譯。
| 采組 | 采名   | 采數 | - | 采組 | 采名     | 采數 | - | 采組 | 采名   | 采數 | - | 采組 | 采名   | 采數 |
| ---- | ------ | ---- | - | ---- | -------- | ---- | - | ---- | ------ | ---- | - | ---- | ------ | ---- |
|      | 碧油   | 18   | - |      | 桃花重五 | 15   | - |      | 堂印   | 12   | - |      | 雁行兒 | 9    |
|      | 拍板兒 | 6    | - |      | 滿盆星   | 3    | - |      | 黑十七 | 17   | - |      | 馬軍   | 15   |
|      | 靴楦   | 11   | - |      | 銀十     | 10   | - |      | 撮十   | 10   | - | -    | -      | -    |

#### 罰采
罰采有兩種。
| 采組 | 采名   | 采數 | - | 采組 | 采名   | 采數 |
| ---- | ------ | ---- | - | ---- | ------ | ---- |
|      | 小浮图 | 5    | - |      | 小娘子 | 4    |

#### 散采
散采有四十三種。
| 采組 | 采名   | 采數 | - | 采組 | 采名        | 采數 | - | 采組 | 采名   | 采數 | - | 采組 | 采名   | 采數 |
| ---- | ------ | ---- | - | ---- | ----------- | ---- | - | ---- | ------ | ---- | - | ---- | ------ | ---- |
|      | 赤牛   | 16   | - |      | 黑牛        | 16   | - |      | 驢嘴   | 15   | - |      | 角搜   | 14   |
|      | 大開門 | 14   | - |      | 正臺        | 14   | - |      | 篳篥   | 14   | - |      | 暮宿   | 13   |
|      | 大鎗   | 13   | - |      | 皂鹤        | 13   | - |      | 野雞頂 | 13   | - |      | 八五   | 13   |
|      | 花羔   | 12   | - |      | 丫角儿      | 12   | - |      | 条巾   | 12   | - |      | 赤十二 | 12   |
|      | 腰曲缕 | 12   | - |      | 䬣(食+達)儿 | 11   | - |      | 红鹤   | 11   | - |      | 九二   | 11   |
|      | 小鎗   | 11   | - |      | 急火钻      | 11   | - |      | 胡十   | 10   | - |      | 蛾眉   | 10   |
|      | 夹十   | 10   | - |      | 平头        | 10   | - |      | 撮九   | 9    | - |      | 拐九   | 9    |
|      | 妹九   | 9    | - |      | 夹九        | 9    | - |      | 丁九   | 9    | - |      | 雁八   | 8    |
|      | 撮八   | 8    |   |      | 拐八        | 8    |   |      | 大肚   | 8    | - |      | 夹八   | 8    |
|      | 白七   | 7    | - |      | 川七        | 7    | - |      | 夹七   | 7    | - |      | 拐七   | 7    |
|      | 火筒儿 | 6    | - |      | 小嘴        | 5    | - |      | 葫芦头 | 5    | - | -    | -      | -    |

### 博法
- 玩家二到五人。
- 籌碼單位稱為帖。眾玩家先決定籌碼能換的獎金大小，但不得超過三文錢，然後將所有獎金放於公盆。得賞金或罰金時的玩家，分別從公盆取走與放入。若有玩家獲得一半獎金或以上，其他玩家補充獎金到原先金額。
- 任意吵鬧的玩家罰十帖。
- 遊戲開始後，玩家輪流擲骰。若與上位玩家所擲同采種，叫真撞；與上位玩家所擲同采數，叫傍撞。
- 擲采後，先得到相應的賞罰，再選擇執行下馬或行馬這兩行動之一。
  - 賞采：
    - 依采種賞N帖錢。堂印：N=8；碧油：N=6；桃花重五：N=5；雁行兒、拍板兒、滿盆星：N=4；黑十七、馬軍、靴檀、銀十、撮十：N=2。
    - 若行動選擇下馬，則下N枚己棋。若還是傍本彩，再加下兩枚。
    - 若還是混花貴采，再獲一回合。

  - 罰采：罰二帖，改由下位玩家行動。若下位玩家選擇下馬，則下二枚棋。
  - 散采：
    - 玩家首次擲出的散采，並且不是別人的真本采、傍本彩，即為該玩家的真本采，而同采數的采則為傍本彩。之後，擲到自己的真本采、傍本采，分別賞三、二帖，與再獲一回合，若還選擇下馬，下三枚。
    - 為他人的真本采、徬本采，分別送三、二帖給該玩家，改由該玩家行動。
    - 與上位玩家叫真撞、傍撞，皆改由上位玩家行動，分別罰三、二帖錢。然後本回合玩家再重擲，若重擲第二次結果相同，一樣處理；若三次相同，罰金加倍，但可行動。
    - 首次擲出的真本采、或非以上狀況，下一枚馬或行一馬。
- 下馬或行馬時，在起點與終點之間的中途可進入空格、己棋處、數量少於或等於的敵棋處。若往前無法進入或通過，則需折返將剩餘步數走完。
  - 若至己棋處，則兩者相疊，再獲一回合。之後視為同一單位移動。
  - 棋子若至有數量少於或等於的敵棋處，將該些敵棋移回敵方手中，此動作叫打馬，再獲一回合，並賞等於該些敵棋枚數的帖數。如果敵棋等於全部二十枚，則改賞一半獎金。被移回棋子的玩家，下次行動須執行下馬。
  - 進入除起點、終點、飛龍院以外的八個窩，賞一帖，但不可進入或越過有敵棋的這八個窩。
- 先將所有己棋先到達終點的玩家為勝。若是從夾離開走六格到達，叫「細滿」，賞所有獎金的加倍。若其他位置、或從塹陸續全數到位，叫「麤滿」，賞所有獎金。[17][7][20]

#### 下馬
- 玩家將此采相應枚數的己棋相疊，以起點算第一格，前進一同放在第M格，M為采數。[17]

#### 行馬

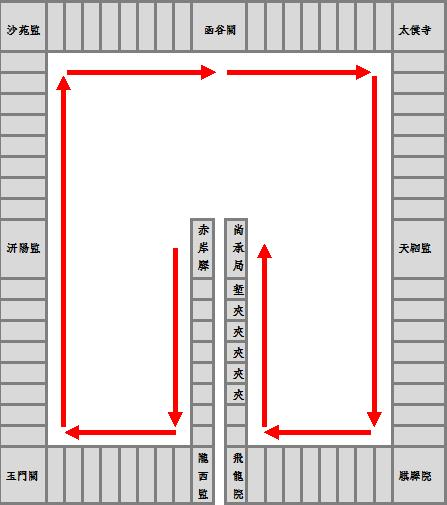
打馬圖路線

- 所有己棋都到棋盤就才可執行此動作，移動一己棋朝終點前進，步數等於采數。
- 出入特定棋位有規定。
  - 棋子相疊十枚以上才能通過函谷關，首位通過的玩家賞一半獎金。通過後，剩餘任何方棋子不需相疊十枚就可通過該關。
  - 在函谷關之後，不可穿過多枚數的敵棋。
  - 棋子全數相疊，並且擲出貴采、或真本采，或他人擲出自己的真本采，才能通過飛龍院。
  - 需擲出夾采才能離開夾，移動步數等於采數扣掉兩顆同點數的餘數。
  - 可進入有敵棋的塹，但不能打馬。
  - 需擲出渾花貴采、真本采、他人擲出自己的真本采、上位玩家擲出罰采、或下位玩家擲出真撞、傍撞，此六種狀況之一才能離開塹，並將N枚己棋放入到終點，賞N帖數。N同擲出該采下馬的相應枚數。[17]

## 文學記載
- 宋·朱翌〈观诸公打马诗〉：「酒酣侑坐展博局，分曹并进角马足。过关验齿出天衢，入关未掩绕日轴。十骥并驱纵来往，一将折箠制起伏。击前叠后看腾骧，避堑守狭良局促。缓时秘若出门殿，妙处正须蚁封逐。孙膑能令田忌胜，诸人徐贺塞翁福。障泥在前解则行，杜蘅可采带宜速。莫疑檀溪坠三丈，终使青云成一蹴。吾家款段乃如狗，敢上夷涂陪骥騄。但能书与尾而五，未免以策数曰六。归欤秋满华山阳，苘麦倍收连苜蓿。」

- 宋·陆游〈乌夜啼〉：「冷落鞦韆伴侣，阑珊打马心情。」

- 元·关汉卿〈一枝花·不伏老〉：「愿朱颜不改常依旧，花中消遣，酒内忘忧，分茶攧竹，打马藏鬮。」

- 清·蒲松龄《聊斋志异·梅女》：「妾生平戯技，惟諳打马，但两人寥落，夜深又苦无局。今长夜莫遣，聊与君为交綫之戯。」

## 外部連結
- 《打馬圖經》《夷門廣牘》本 （页面存档备份，存于）